# Spiegelverkehrtes Bild
| Spiegelverkehrte Bilder: Korkenzieher sind chiral                            |
| Handelsüblicher („normaler“) Korkenzieher für Rechtshänder.                  |
| Korkenzieher für Linkshänder (= Spiegelverkehrte Version des oberen Bildes). |

Zwei Bilder verhalten sich zueinander spiegelverkehrt, wenn sie in allen Längen und Winkeln übereinstimmen, aber eine unterschiedliche Händigkeit aufweisen. Um zwei solcher Bilder deckungsgleich zu bekommen, muss bei einem von ihnen entweder links mit rechts oder oben mit unten vertauscht werden. Diese Deckungsgleichheit kann dadurch erreicht werden, dass eines der Bilder mit einem Spiegel betrachtet wird.
Auch dreidimensionale Gegenstände sind spiegelverkehrt, wenn sie eine andere Händigkeit aufweisen. Für Moleküle in der Chemie nennt man diese Eigenschaft Chiralität. 